# غاري مور (لاعب كرة قاعدة)
غاري مور (بالإنجليزية: Gary Moore)‏ هو لاعب كرة قاعدة أمريكي، ولد في 24 فبراير 1945 في تلسا في الولايات المتحدة.

## وصلات خارجية
- غاري مور على موقعبيزبول رفرنس.كوم (الدوري الرئيسي) (الإنجليزية)
- غاري مور على موقعبيزبول رفرنس.كوم (الدوري الثانوي) (الإنجليزية)